# Discographie des Ramones
La discographie du groupe de punk rock américain Ramones, originaire de Forest Hills, à New York, en 1974, se compose de 14 albums studio. Ils font paraître leur premier album, Ramones, en février 1976, avec une durée d'approximativement 29 minutes, bien accueilli par la presse spécialisée.
Leur quatorzième et dernier album studio ¡Adios Amigos!, est commercialisé en juillet 1995.

## Albums studio
| Année | Album               | Meilleure position dans les charts | Meilleure position dans les charts | Meilleure position dans les charts | Meilleure position dans les charts | Meilleure position dans les charts | Meilleure position dans les charts | Certifications    |
| Année | Album               | [ 1 ]                              | [ 2 ]                              | [ 3 ]                              | [ 4 ]                              | [ 5 ]                              | [ 6 ]                              | Certifications    |
| ----- | ------------------- | ---------------------------------- | ---------------------------------- | ---------------------------------- | ---------------------------------- | ---------------------------------- | ---------------------------------- | ----------------- |
| 1976  | Ramones             | # 111                              | -                                  | # 48                               | -                                  | -                                  | -                                  | * États-Unis : Or |
| 1977  | Leave Home          | # 148                              | # 45                               | -                                  | -                                  | -                                  | -                                  | -                 |
| 1977  | Rocket to Russia    | # 49                               | # 60                               | # 31                               | -                                  | -                                  | -                                  | -                 |
| 1978  | Road to Ruin        | # 103                              | # 32                               | # 25                               | -                                  | -                                  | -                                  | -                 |
| 1980  | End of the Century  | # 44                               | # 14                               | # 10                               | # 27                               | # 36                               | # 48                               | -                 |
| 1981  | Pleasant Dreams     | # 58                               | -                                  | # 35                               | -                                  | -                                  | -                                  | *Argentine : Or   |
| 1983  | Subterranean Jungle | # 83                               | -                                  | -                                  | -                                  | -                                  | -                                  | -                 |
| 1984  | Too Tough to Die    | # 172                              | # 63                               | # 49                               | -                                  | -                                  | -                                  | -                 |
| 1986  | Animal Boy          | # 143                              | # 38                               | # 37                               | -                                  | -                                  | -                                  | -                 |
| 1987  | Halfway to Sanity   | # 172                              | # 78                               | # 43                               | # 68                               | -                                  | -                                  | -                 |
| 1989  | Brain Drain         | # 122                              | # 75                               | # 41                               | -                                  | -                                  | -                                  | -                 |
| 1992  | Mondo Bizarro       | # 190                              | -                                  | # 41                               | -                                  | -                                  | -                                  | *Brésil : Or      |
| 1993  | Acid Eaters         | # 179                              | -                                  | # 26                               | -                                  | -                                  | -                                  | -                 |
| 1995  | ¡Adios Amigos!      | # 148                              | # 62                               | # 16                               | -                                  | -                                  | -                                  | -                 |

## Singles
| Année | Single                                                                      | Meilleure position dans les charts | Meilleure position dans les charts | Meilleure position dans les charts | Meilleure position dans les charts | Albums                    |
| Année | Single                                                                      | [ 10 ]                             | [ 2 ]                              | [ 11 ]                             | [ 12 ]                             | Albums                    |
| ----- | --------------------------------------------------------------------------- | ---------------------------------- | ---------------------------------- | ---------------------------------- | ---------------------------------- | ------------------------- |
| 1976  | Blitzkrieg Bop/Havana Affair                                                | -                                  | -                                  | -                                  | -                                  | Ramones                   |
| 1976  | I Wanna Be Your Boyfriend/California Sun/I Don't Wanna Walk Around With You | -                                  | -                                  | -                                  | -                                  | Ramones                   |
| 1977  | I Remember You/California Sun                                               | -                                  | -                                  | -                                  | -                                  | Leave Home                |
| 1977  | Swallow My Pride/Pinhead                                                    | -                                  | # 36                               | -                                  | -                                  | Leave Home                |
| 1977  | Sheena Is a Punk Rocker/I Don't Care                                        | # 81                               | # 22                               | # 20                               | -                                  | Rocket to Russia          |
| 1977  | Rockaway Beach/Locket Love                                                  | # 66                               | -                                  | -                                  | -                                  | Rocket to Russia          |
| 1978  | Do You Wanna Dance?/Babysitter                                              | # 86                               | -                                  | -                                  | -                                  | Rocket to Russia          |
| 1978  | Don't Come Close/I Don't Want You                                           | -                                  | # 39                               | -                                  | -                                  | Road to Ruin              |
| 1978  | Needles and Pins/I Wanted Everything                                        | -                                  | -                                  | -                                  | -                                  | Road to Ruin              |
| 1979  | She's One/I Wanna Be Sedated                                                | -                                  | -                                  | -                                  | -                                  | Road to Ruin              |
| 1979  | Rock 'n' Roll High School/Do you wanna dance ? (Live)                       | -                                  | # 67                               | -                                  | # 5                                | Rock 'n' Roll High School |
| 1980  | Baby, I Love You/High Risk Insurance                                        | -                                  | # 8                                | -                                  | -                                  | End of the Century        |
| 1980  | Do You Remember Rock 'n' Roll Radio?/I Want You Around                      | -                                  | # 54                               | -                                  | -                                  | End of the Century        |
| 1980  | I Wanna Be Sedated/The Return of Jackie and Judy                            | -                                  | -                                  | -                                  | -                                  | Times Square              |
| 1981  | We Want the Airwaves/You Sound Like You're Sick                             | -                                  | -                                  | -                                  | -                                  | Pleasant Dreams           |
| 1981  | She's a Sensation/All's Quiet on the Eastern Front                          | -                                  | -                                  | -                                  | -                                  | Pleasant Dreams           |
| 1983  | Psycho Therapy/Time Has Come Today                                          | -                                  | -                                  | -                                  | -                                  | Subterranean Jungle       |
| 1985  | Howling At The Moon (Sha-la-la)/Smash You                                   | -                                  | # 85                               | -                                  | -                                  | Too Tough to Die          |
| 1985  | Bonzo Goes to Bitburg/Daytime Dilemma (Dangers of Love)                     | -                                  | # 81                               | -                                  | -                                  | Animal Boy                |
| 1986  | Something to Believe In/Somebody Put Something in My Drink                  | -                                  | # 69                               | -                                  | -                                  | Animal Boy                |
| 1986  | Crummy Stuff/Something to Believe In                                        | -                                  | # 98                               | -                                  | -                                  | Animal Boy                |
| 1987  | A Real Cool Time/Indian Giver                                               | -                                  | # 85                               | -                                  | -                                  | Halfway to Sanity         |
| 1987  | I Wanna Live/Merry Christmas (I Don't Want to Fight Tonight)                | -                                  | -                                  | -                                  | -                                  | Halfway to Sanity         |
| 1989  | Pet Sematary/Sheena Is a Punk Rocker                                        | -                                  | -                                  | -                                  | -                                  | Brain Drain               |
| 1989  | I Believe In Miracles/Zero Zero UFO                                         | -                                  | -                                  | -                                  | -                                  | Brain Drain               |
| 1992  | Poison Heart/Censhorshit                                                    | -                                  | # 69                               | -                                  | -                                  | Mondo Bizarro             |
| 1992  | Strength to Endure/The Ballad of Tipper Gore                                | -                                  | -                                  | -                                  | -                                  | Mondo Bizarro             |
| 1993  | Touring/Cabbies on Crack                                                    | -                                  | -                                  | -                                  | -                                  | Mondo Bizarro             |
| 1993  | Journey to the Center of the Mind/Surfin' Safari                            | -                                  | -                                  | -                                  | -                                  | Acid Eaters               |
| 1993  | Substitute/Can't Seem to Make You Mine                                      | -                                  | -                                  | -                                  | -                                  | Acid Eaters               |
| 1994  | 7 and 7 Is/Out of Time                                                      | -                                  | -                                  | -                                  | -                                  | Acid Eaters               |
| 1995  | I Don't Want to Grow Up/ She Talks to Rainbows                              | -                                  | -                                  | -                                  | -                                  | ¡Adios Amigos!            |

## Albums live
- It's Alive - 1979
- Loco Live - 1991
- Greatest Hits Live - 1996
- We're Outta Here! - 1997
- You Don't Come Close (Live in Bremen 13 septembre 1978) - 2003
- Live, january 7, 1978 The Palladium, NYC - 2004
- Live On Air - 2011
- The Cretin Hop - 2012

## Compilations
- Rock'N'Roll High School - 1979
- Ramones Mania - 1988
- All the Stuff (And More!) Vol1 - 1990
- All the Stuff (And More!) Vol2 - 1990
- Saturday Morning Cartoons Greatest Hits - 1995
- Hey Ho Let's Go - Anthology - 1999
- Ramones Mania 2 - 2000
- Masters Of Rock - 2001
- Best of Chrysalis years - 2002
- The Chrysalis years - 2002
- Loud Fast Ramones - Their Toughest Hits - 2002
- The Best of the Ramones  - 2005
- Weird Tales of the Ramones - 2005
- Greatest hits - 2006
- Essential - 2007/2012

## Hommages
- We're A Happy Family
- Kamones - Live Ramones Tribute
- Tocando Ramones - An Argentinian Tribute
- 53rd & 3rd: UK Tribute
- Spanish Tribute - Rock And Roll Radio
- The Song Ramones The Same
- Raimundos - Eramos 4
- Animal Boys: Swiss Tribute Band
- Ramones Maniacs
- Gabber Gabber Hey: À Loud, Fast and Accelerated Tribute
- Gabba - Live In London 2000
- Gabba Gabba Metal (A Metal Tribute To The Ramones)
- Ramones Forever: An International Tribute
- Blitzkrieg Over You
- Nutley Brass - Ramones Songbook - Laughing Versions
- Ramoneetures - Ventures Playing Ramones Songs
- Huntingtons - File Under Ramones
- M.. T Experience - Road To Ruin
- Ne Nuumaet - Ramones In Finlandes
- Operation Ivy
- John Cougar Concentration Camp - Too Tough To Die
- Boris, The Sprinkler - End Of The Century
- The Parasites - It's Alive
- The Queers - Rocket To Russia
- Screaching Weasel - Ramones Album
- Huntingtons - Rocket To Russia
- The Vindictives - Leave Home
- Gabba Gabba Hey - A Tribute To The Ramones
- Scotland Tribute - Carbona Not Glue
- Uruguay Tribute - I Wanna Be A Ramones
- Kloot Per W - Really Cool Project
- Hoy Los Ramones, Manana El Mundo - An Argentinian Tribute
- Metallica Tribute To The Ramones
- Strength To Endure: À Tribute To Motorhead and Ramones
- Rock 'N Roll Radio: Original Versions Of Ramones Covers
- Voice Of A Generation
- Ramones Karaoke
- A Tribute To The Ramones - Not Dead
- Do You Remember Rock 'N Roll High School
- Kristy Krash Majors - For Those About To Sniff Some Glue…
- Evergreens - Golly Gee Wowee
- Ladys Ramone - Hoy Bilbao Manano N.Y.
- Ladys Ramone - Somos Antisocial
- Lobotomia - Ramones Tribute Band
- Ramomex 1 Y 2
- Romanes 2nd Demo
- Beatnik Termites - Please Dreams
- Somethingtons
- The Drunk Ramones Tribute
- Les Ramoneurs
- The Beat Is On The Brat - Gluesniffers: Ramones tribute from Ticino!

## Clips vidéo
- Rock 'N' Roll High School - 1979
- Lifestyles of the Ramones
- RAW (Ramones)RAW - 2004
- End of the Century - The Story of the Ramones - 2005
- We're Outta Here! - Last Show + Documentary - 2005
- It's Alive - 1974/1996 (double dvd live)(2007)
- Commando, chanson jouée live dans le documentaire sur la tournée européenne de Sonic Youth en 1991 intitulé 1991: The Year Punk Broke.
- Pleasant Dreams